# Столярський Петро Соломонович
Професор Пе́йсах Шле́ймович Столя́рський (також відомий, як Петро́ Со́ломонович Столя́рський від рос. Пётр Соломонович Столярский; 18 (30) листопада 1871, Липовець, Київська губернія, Російська імперія — 29 квітня 1944, Свердловськ, Російська РФСР, СРСР) — російський та радянський скрипаль і музичний педагог єврейського походження.
Кавалер ордену Трудового Червоного Прапора, Народний артист УРСР (23.11.1939), засновник першої в СРСР спеціалізованої музичної школи для обдарованих дітей в Одесі.

## Життєпис

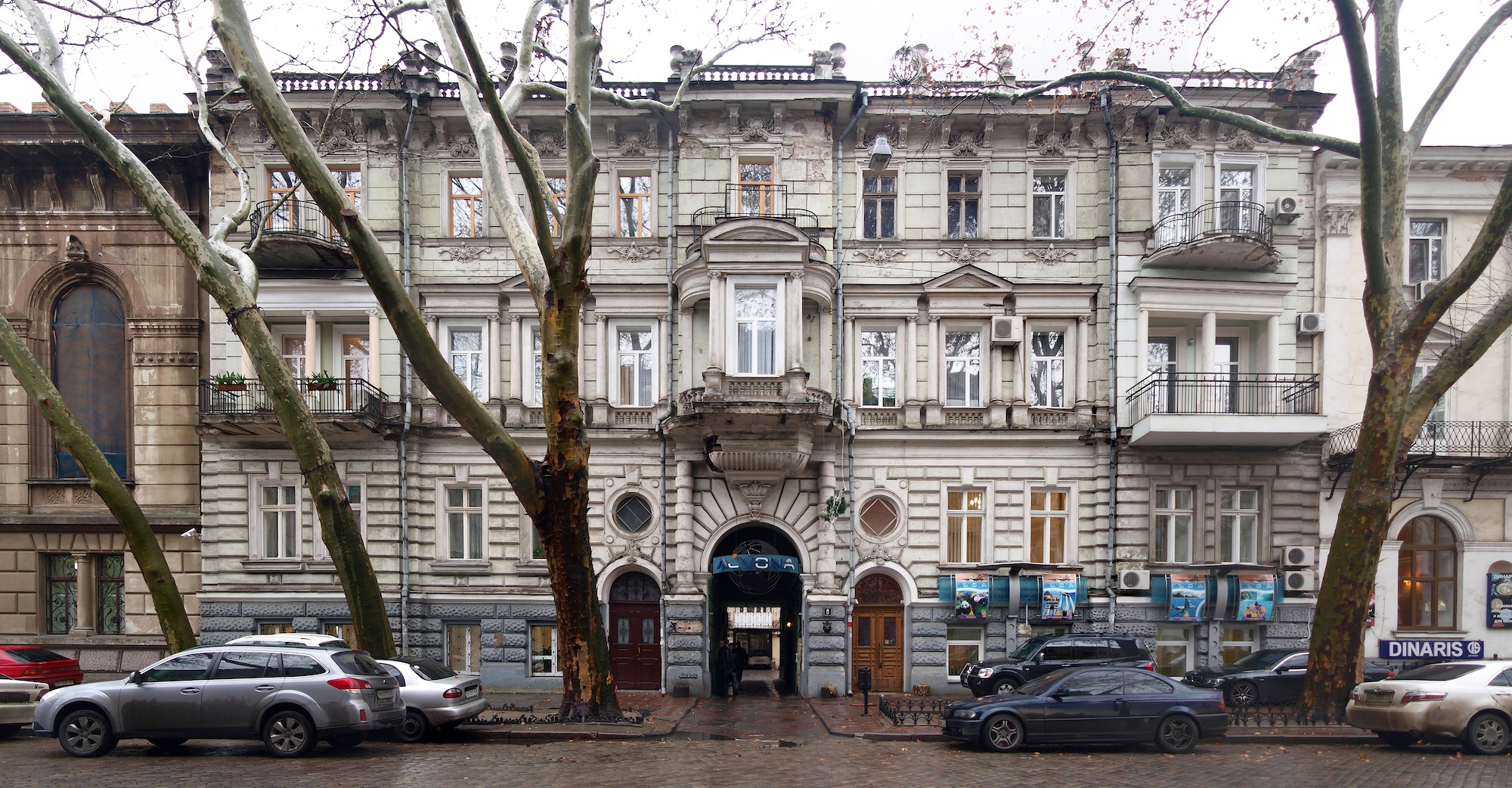
Будинок, де з 1937 року по 1941 рік жив Петро Соломонович. Вулиця Італійська, 8

Пейсах Соломонович Столярський народився 18 (30) листопада 1871 року у місті Липовець однойменного повіту, Київської губернії в єврейській сім'ї. Перші уроки музики отримав у власного батька, що був клезмером. Пейсах разом із багатьма своїми братами та сестрами брав участь у виступах батьківського оркестру, працюючи на святах у місцевому Липовці. 1885 року Пейсах переїхав до Варшави вчитися у відомого скрипаля Станіслава Барцевича. Потім переїхав в Одесу до Еміля Млинарського. У 1900 році закінчив Одеське музичне училище Імператорської російської музичної спілки по класу Йосипа Карбульки.
З 1893 року Столярський став скрипалем оркестру Одеського оперного театру, займаючись при цьому педагогічною діяльністю. Так у 1898 році почав викладати, а 1911 року (за іншими даними 1912), з допомогою Леопольда Ауера, музикант заснував приватні музикальні курси. 1919 року Пейсах став викладачем Музично-драматичного інституту, покинувши роботу у театрі. У 1923 році він отримав звання професора. Згодом, 1933 року, Столярський перетворив свої курси у власну державну середню-спеціальну музичну школу-інтернат, що стала першою освітньою установою такого типу в СРСР. Столярський часто запрошував до своєї школи відомих музикантів, щоб ті подивилися на юних талантів, що їх зібрав Петро Соломонович у своїй школі. Так одного разу до них завітав відомий французький скрипаль Жак Тібо. 1939 року Пейсах Соломонович вступив до КПРС і йому було надано звання народного артиста Української РСР, а через два року він покинув роботу в інституті, що до того часу вже став консерваторією.
Під час Німецько-радянської війни Столярського було евакуйовано до Свердловська. Там же скрипаль і помер від хвороби 29 квітня 1944. Похований на Широкореченському цвинтарі.

## Сім'я
Петро Соломонович був одружений з Фрідою Марківною та мав дочку Неллі.

## Відомі учні
Учнями Столярського в різні часи були: Єлизавета Гілельс, Борис Ґольдштейн, Михайло Ґольдштейн, Давид Ойстрах, Натан Мільштейн, Михайло Фіхтенгольц, Самуїл Фурер, Альберт Марков, Едуард Грач, Валерій Клімов тощо.

## Вшанування пам'яті
В Одесі проводиться щорічний фестиваль пам'яті Пейсаха Соломоновича. 18 листопада 2011 року до 140-річчя з дня народження музики пройшла церемонія покладання квітів біля будинку, де жив Петро Столярський. На урочистій церемонії були присутні вихованці школи Петра Соломонович, представники обласної влади та родичі. До тієї ж річниці прах Столярського планувалося перевезти з Єкатеринбурга до Одеси і перепоховати на Другому Християнському цвинтарі, однак поки що перепоховання так і не відбулося. 20 листопада також пройшли три спільні концерти учнів школи та Національного одеського філармонічного оркестру, а також була відкрита виставка «Столярський і Одеса».

## Образ Столярського в літературі
- Відомий радянський письменник Ісак Бабель у своїй книжці «Одесские рассказы» в оповіданні «Пробуждение» згадував Столярського під ім'ям пана Загурського.[3]

- Єврейський письменник Ірме Друкер у своєму романі «Клезмер» також згадував одеського скрипаля.[3]
- Відомий радянський співак Леонід Утьосов у своїх мемуарах, «Спасибо, сердце!» також згадував Столярського.[12]

## Цікаві факти
- За свідченнями сучасниками Столярський погано вмів писати та розмовляти російською мовою, а усі паперові справи вела його донька Неллі та секретар, А. Бичач.[6]